# Streptococcus oralis
Streptococcus oralis is een Gram-positieve bacterie die karakteristiek in ketens groeit. Hij vormt kleine witte kolonies op een kweekplaatje. Hij wordt in grote aantallen in de mondholte aangetroffen. Hij is geclassificeerd als lid van de Streptococcus mitis-groep. Leden van deze groep zijn opportunistische ziekteverwekkers. Stammen van Streptococcus oralis produceren neuraminidase en een IgA-protease en kunnen niet binden aan α-amylase.

## Natuurlijke genetische transformatie
Streptococcus oralis is in staat tot natuurlijke genetische transformatie. Zo zijn Streptococcus oralis-cellen in staat exogeen DNA op te nemen en exogene sequentie-informatie door homologe recombinatie in hun genoom op te nemen. Deze bacteriën kunnen een roofzuchtig fratricidaal mechanisme toepassen voor actieve verwerving van homoloog DNA.